# Dala, Fjärås distrikt
Dala är en tätort (före 2023 småort med namnet Torpa-dala) i Fjärås socken i Kungsbacka kommun, Hallands län. 